# Földényi F. László
Földényi F. László (Debrecen, 1952. április 19. –) József Attila- és Széchenyi-díjas magyar esztéta, műkritikus, irodalomtörténész, egyetemi tanár. A Füst Milán Prózai-Díj és a Jean Améry Európai Esszédíj kuratóriumának tagja.

## Életpályája
1970–1975 között az Eötvös Loránd Tudományegyetem magyar–angol szakos hallgatója volt. 1977–1986 között a Magyar Színházi Intézet munkatársa volt. 1988 és 1991 között a DAAD Berliner Künstlerprogramm meghívására Nyugat-Berlinben élt. 1991 és 2019 között az ELTE-n tanított az Összehasonlító Irodalomtudományi tanszéken. 2001–2002-ben-ben egy évig Hollandiában dolgozott a Netherlands Institute for Advanced Study meghívottjaként, 2006-ban Bécsben az Internationales Forschungszentrum Kulturwisssenschaften vendége volt. 
2014–15-ben a kölni egyetemen dolgozott (Internationales Kolleg Morphomata). 2003-2021 között a Színház- és Filmművészeti Egyetem tanára. 2006-tól 2014-ig a Színház- és Filmművészeti Egyetemen a Művészetelméleti Tanszék, valamint a Doktori Iskola vezetője. Rendszeresen tart előadásokat és felolvasásokat európai egyetemeken és irodalmi fórumokon, esszéköteteit, irodalmi és művészeti témájú könyveit számos nyelvre fordították le. 
2005-ben Németországban munkásságáért elnyerte a Friedrich Gundolf díjat. 2009-ben a Német Akadémia (Deutsche Akademie für Sprache und Dichtung) tagja lett, 2014-ben beválasztották az Akadémia elnökségébe. 2018 óta a Széchenyi Irodalmi és Művészeti Akadémia címzetes tagja. 2020-ban az egyik legrangosabb német irodalmi díjban részesült (Leipziger Buchpreis zur Europäischen Verständigung).

## Művei
- Defoe világa (tanulmány, 1977)
- A polgári dráma kialakulása Angliában (tanulmány, 1978)
- A fiatal Lukács. Egy gondolatkör rekonstrukciójának kísérlete (tanulmány, 1980)
- A dramaturgia csapdája (tanulmány, 1983)
- Melankólia (esszé, 1984, 1992, 2003, 2015, megjelent németül, spanyolul, franciául, lengyelül, szlovákul, csehül, angolul, bolgárul)
- Caspar David Friedrich (esszé, 1986, németül is)
- A medúza pillantása (esszé, 1990, megjelent németül, svédül, angolul)
- A túlsó parton (esszék, 1990)
- A lélek szakadéka. Goya Szaturnusza (esszék, 1993, megjelent németül, spanyolul)
- Egy fénykép Berlinből (esszék, 1995, megjelent németül)
- A tágra nyílt szem (esszék, 1995)
- Veronika kendője. Múzeumi séták, 1992–1997 (1998, megjelent németül, spanyolul)
- A testet öltött festmény. Látogatások műtermekben (1998)
- Heinrich von Kleist. A szavak hálójában (1999, megjelent németül)
- Légy az árnyékom! Sophie Calle művészete (2002)
- A gömb alakú torony (2003)
- Klimó Károly (2003)
- A festészet éjszakai oldala (2004)
- Berlin sűrűjében (2006)
- "Az irodalom gyanúba keveredett" Kertész Imre-szótár (2007, megjelent németül)
- Az ész álma (2008)
- Dosztojevszkij Szibériában Hegelt olvassa és sírva fakad, 2008 (megjelent németül, olaszul, spanyolul, törökül, görögül, angolul, hollandul, svédül, franciául, portugálul, oroszul)
- Képek előtt állni. Adalékok a látás újkori történetéhez; Kalligram, Pozsony, 2010
- A melankólia dicsérete; Jelenkor, Bp., 2017 (megjelent németül, szlovénul, spanyolul, horvátul)
- Az eleven halál terei. Kafka, de Chirico és a többiek; Jelenkor, Bp., 2018 (megjelent spanyolul, németül, angolul, lengyelül, franciául, törökül, olaszul)
- Newton álma; Jelenkor, Bp., 2021 (megjelent németül)
- Múzeumi séták. 1992–2019; Typotex, Bp., 2022
- A guillotine hosszú árnyéka, Jelenkor, Bp. 2023 (megjelent németül)

## Műfordításai
- Edward Bond: A pápa lakodalma (1977)
- Robert Brustein: A lázadás színháza (1982)
- Francis Fergusson: A színház nyomában. A dráma művészete változó perspektívában (1987)
- Simon Gray: Kicsengetés (1988)
- Edward Bond: Lear (1989)
- Volmar Essers: Henri Matisse (1869–1954). A szín mestere (1993)
- Heiner Müller: Kvartett (1993)
- Eric Bentley: A dráma élete (1998)
- Heinrich von Kleist: Levelek (1999)
- Sembach: Szecesszió (1999)
- Nikolaus Sombart: Ifjúkor Berlinben, 1933-1943 (2000)
- Günter Blamberger: Heinrich von Kleist (2015)

## Díjai, kitüntetései
- Móricz Zsigmond-ösztöndíj (1985)
- Hollandiai Mikes Kelemen Kör Emlékérme (1985)
- Örley-díj (1987)
- IRAT-nívódíj (1991)
- Kosztolányi Dezső-díj (1996)
- József Attila-díj (1996)
- Pro Literatura díj (1998)
- Blauer Salon-díj (2002)
- Alföld-díj (2002)
- Friedrich Gundolf-díj (2005)
- Szépíró-díj (2006)
- Széchenyi-díj (2007)
- Hévíz Irodalmi Díj (2019)[2]
- Leipziger Buchpreis zur Europäischen Verständigung (2020)
- Baumgarten-emlékdíj (2025)